# Hofkirchen bei Hartberg
Hofkirchen bei Hartberg est une ancienne commune autrichienne du district de Hartberg en Styrie.